# Smärgeldyna

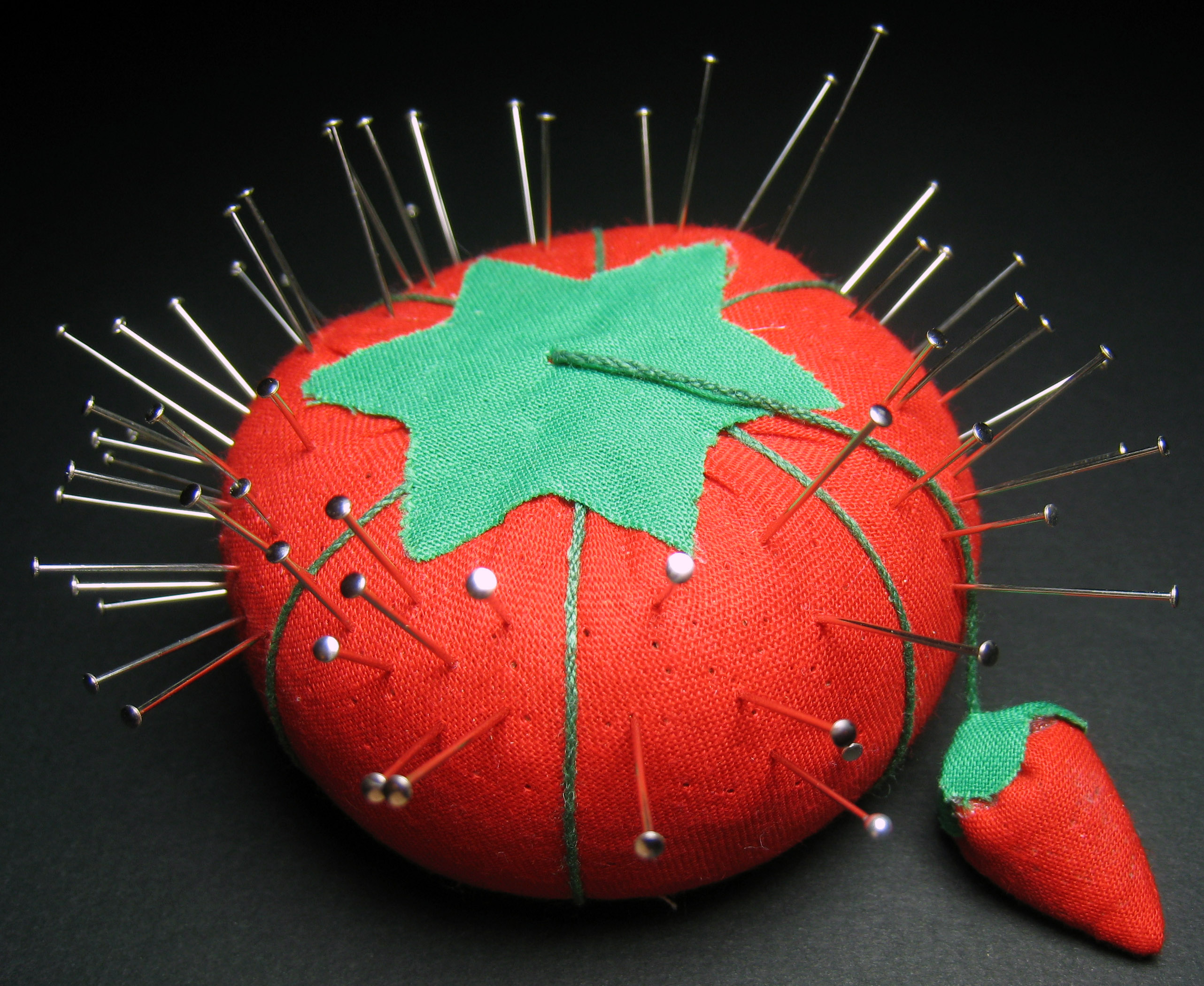
En liten smärgeldyna formad som en jordgubbe tillsammans med en vanlig nåldyna som föreställer en tomat.

Smärgeldyna är en nåldyna fylld med pulveriserad smärgel. Den används för att rengöra synålar som blivit rostiga eller kladdiga. Av tradition har den ofta formen av en jordgubbe.